# Alcántara-rend
Az Alcántara-rend (spanyolul: Orden Militar de Alcántara) spanyol egyházi lovagrend. 1156-ban alapította néhány salamancai lovag a Fegyvertestvériség (Cofradía de Armas) tagjai közül. A vezetőjük Don Suero Fernández Barrientos volt, aki a mórok ellen harcolt San Julián del Pereiro várában. III. Sándor pápa a rendet 1177. december 29-én lovagrendként ismerte el. Működése kezdetén a rend neve Orden de San Julián del Pereiro volt. Egy Amando nevű remete tanácsára a cisztercita rendszabályt fogadták el, majd 1177-ben II. Ferdinánd, Kasztília királya és a pápa különféle szabadságokkal és kiváltságokkal ruházta fel. 1183-ban III. Lucius pápa a rendet kivette a megyés püspök joghatósága alól és közvetlenül a Szentszék felügyelete alá helyezte.  A rend tagjai esküt tettek a hit védelmére és a mórok elleni harc folytatására.
A rend tagjai fehér gyapjúköntöst és hosszú fekete kabátot viseltek, melyet istentiszteleteken fehér köpennyel váltottak fel. A címerük arany alapon zöld vadkörte gyökerek voltak, melyből a liliomos végű Alcántara-kereszt (cruz flordelisada) származott.
Béke vagy fegyverszünet idején a lovagok a konventben tartózkodtak. 1213 óta székhelyük Alcántara városában volt, melyet IX. Alfonz kasztíliai királytól kaptak.
A belső ellentétek miatt a rend hanyatlásnak indult. Régi tekintélyét Don Juan Zúñiga alatt szerezte vissza, aki 1479-ben lett a rend nagymestere. 1494-ben a Santiago  és a Calatrava-renddel együtt királyi hatalom alá vonták. Don Juan Zúñiga a rend 37., utolsó független nagymestere pápai jóváhagyással lemondott és Toledo érseke és bíboros lett.
A rendnek a 16. században 134, a 17-ben még 120 rendháza volt. Az 1808-as francia megszállásig 35 kommendája volt, 53 várossal és faluval, két konventtel és a salamancai kollégiummal, melyet 1552-ben II. Fülöp herceg alapított. A modern időkben a Salamanca- és a Calatrava-rendhez hasonlóan nemesi testület lett. A köztársasági kormány 1873-ban feloszlatta, de XII. Alfonz 1875. január 13-án felújította a rendet.
A rendi tagságért folyamodóknak négy nemesi őst kellett  igazolniuk  a felvételhez a címerek bemutatásával együtt. Feltétel, hogy a nagyszülőkig visszamenőleg senki nem foglalkozhatott kereskedelemmel, iparral, kézművességgel. Nem lehettek zsidók, muszlimok, pogányok, nem-katolikusok, parasztok, ügyvédek, adóbérlők, közjegyzők, hivatalnokok, ahol kezük munkájából éltek, sem a becsületüket elvesztettek.